# Fabienne Keller
Fabienne Keller (1959) es una política francesa perteneciente al partido de Unión por un Movimiento Popular (UPM).
Fue la alcaldesa de Estrasburgo desde marzo de 2001 hasta marzo de 2008, en reemplazo del socialista Roland Ries, siendo la segunda mujer en ocupar este puesto. Ostenta el título de vicepresidente de la comunidad Urbana de Estrasburgo.
- Datos: Q440151
- Multimedia: Fabienne Keller / Q440151